# 1977年のイギリスサルーンカー選手権
1977年のイギリスサルーンカー選手権 (1977 British Saloon Car Championship) は、イギリスサルーンカー選手権の20年目のシーズン。3月6日のシルバーストン・サーキットで開幕し、10月16日のブランズ・ハッチにおける最終戦まで全12戦で争われた。クライスラー・アヴェンジャー GTをドライブするバーナード・ウネットが自身3度目のタイトルを獲得した。

## 開催カレンダーと優勝者
複数クラスの混走による総合優勝者は太字
| ラウンド | ラウンド | サーキット                 | 開催日   | クラス A 優勝者        | クラス B 優勝者        | クラス C 優勝者 | クラス D 優勝者            |
| -------- | -------- | -------------------------- | -------- | ---------------------- | ---------------------- | --------------- | -------------------------- |
| 1        | 1        | シルバーストン・サーキット | 3月6日   | バーリー・ウィリアムズ | ピーター・ヒリアード   | トニー・ドロン  | ゴードン・スパイス         |
| 2        | 2        | ブランズ・ハッチ           | 3月20日  | バーナード・ウネット   | 無し（完走者無し）     | トニー・ドロン  | コーリン・ヴァンダーヴェル |
| 3        | A        | オウルトンパーク           | 4月8日   | 開催せず               | 開催せず               | トニー・ドロン  | ゴードン・スパイス         |
| 3        | B        | オウルトンパーク           | 4月8日   | バーナード・ウネット   | リチャード・ロイド     | 開催せず        | 開催せず                   |
| 4        | 4        | スラクストン・サーキット   | 4月11日  | バーナード・ウネット   | リチャード・ロイド     | トニー・ドロン  | ヴィンス・グッドマン       |
| 5        | 5        | シルバーストン・サーキット | 6月6日   | バーナード・ウネット   | マーティン・ブランドル | ジェフ・アラム  | スチュアート・グラハム     |
| 6        | 6        | スラクストン・サーキット   | 6月19日  | バーナード・ウネット   | リチャード・ロイド     | トニー・ドロン  | クリス・クラフト           |
| 7        | A        | ドニントン・パーク         | 7月8日   | 開催せず               | 開催せず               | トニー・ドロン  | スチュアート・グラハム     |
| 7        | B        | ドニントン・パーク         | 7月8日   | バーナード・ウネット   | ブライアン・ペッパー   | 開催せず        | 開催せず                   |
| 8        | 8        | シルバーストン・サーキット | 7月16日  | バーナード・ウネット   | リチャード・ロイド     | トニー・ドロン  | クリス・クラフト           |
| 9        | A        | ドニントン・パーク         | 8月7日   | 開催せず               | 開催せず               | トニー・ドロン  | クリス・クラフト           |
| 9        | B        | ドニントン・パーク         | 8月7日   | リチャード・ロングマン | リチャード・ロイド     | 開催せず        | 開催せず                   |
| 10       | 10       | ブランズ・ハッチ           | 8月28日  | バーナード・ウネット   | リチャード・ロイド     | トニー・ドロン  | コーリン・ヴァンダーヴェル |
| 11       | 11       | スラクストン・サーキット   | 9月15日  | バーナード・ウネット   | ブライアン・ペッパー   | トニー・ドロン  | ゴードン・スパイス         |
| 12       | 12       | ブランズ・ハッチ           | 10月16日 | リチャード・ロングマン | リチャード・ロイド     | ジェフ・アラム  | ゴードン・スパイス         |

## 選手権結果
| ドライバーズランキング | ドライバーズランキング | ドライバーズランキング |
| 順位                   | ドライバー             | ポイント               |
| ---------------------- | ---------------------- | ---------------------- |
| 1                      | バーナード・ウネット   | 52                     |
| 2                      | トニー・ドロン         | 52                     |
| 3                      | リチャード・ロイド     | 41                     |
| 4                      | ジェフ・アラム         | 31                     |
| 5                      | ゴードン・スパイス     | 28                     |
| 5                      | リチャード・ロングマン | 28                     |

## 参照
1. ↑  “アーカイブされたコピー”. 2011年7月16日時点のオリジナルよりアーカイブ。2010年9月30日閲覧。 Official list of BTCC champions
2. ↑  http://homepage.mac.com/frank_de_jong/Pages/1977%20BSCC.html